# Museo degli strumenti musicali (Firenze)
Il Museo degli strumenti musicali è un museo statale italiano, parte della galleria dell'Accademia di Firenze. Espone le collezioni dell'attiguo conservatorio Luigi Cherubini, concesse in comodato d'uso alla gestione statale dal 1996.

## Descrizione
Sono esposti una cinquantina di strumenti musicali provenienti in larga parte dalle collezioni dei Medici e dei Lorena, formatesi in epoca Granducale (in particolare tra la seconda metà del secolo XVII e la prima metà del XIX secolo).
Fra queste rarità musicali figurano soprattutto strumenti settecenteschi, acquistati dal granprincipe Ferdinando de' Medici, come violini, viole e violoncelli, alcuni dei quali realizzati da Antonio Stradivari (una Viola tenore, un violoncello del 1690, un violino del 1716) o il pregiato violoncello di Niccolò Amati del 1650.
Numerose sono curiosità musicali, come il clavicembalo di Bartolomeo Cristofori, inventore del pianoforte, e il più antico pianoforte verticale conosciuto.
Sono presenti anche alcuni dipinti che hanno per soggetto la cultura musicale al tempo dei Granduchi.
Per ovviare alla staticità dell'esposizione degli strumenti, alcuni computer permettono di ascoltare il suono degli strumenti esposti e di avere informazioni in generale sulla loro storia e sull'epoca della Firenze Granducale.